# دیزج رضاقلی‌بیگ
دیزج رضاقلی بیگ / علی قلی بیگ/، روستایی از توابع بخش مرکزی شهرستان هشترود در استان آذربایجان شرقی ایران است.

## جمعیت
این روستا در دهستان کوهسار قرار دارد و براساس سرشماری مرکز آمار ایران در سال ۱۳۸۵، جمعیت آن ۸۷۵ نفر (۲۱۲خانوار) بوده‌است.